# Passo del Vestito
Il passo del Vestito è un valico a 1 151 m s.l.m. delle Alpi Apuane che collega Massa con Castelnuovo Garfagnana, in provincia di Lucca. Sul versante Lucchese la strada costeggia il torrente Tùrrite Secca, dal quale è stato creato il bacino artificiale di Isola Santa. Al culmine del passo vi è una galleria affacciata, sul versante Massese, sulle cave di marmo di Carrara. 
Il passo fu scelto da Arturo Reghini per la sua iniziazione neopitagorica nel 1910.